# 茅野市立長峰中学校
茅野市立長峰中学校（ちのしりつながみねちゅうがっこう）は、長野県茅野市にある公立中学校。
茅野市立金沢小学校、茅野市立宮川小学校の2校から入学する。　　

## 沿革
- 1962年12月1日 - 南部中学校（宮川、玉川、金沢、泉野）建設促進準備委員会を設置。
- 1963年3月29日 - 統合中学校名を茅野市立南部中学校と正式決定
- 1963年5月11日 - 茅野市立南部中学校を設置。
- 1965年4月1日 - 茅野市立長峰中学校と改称。
- 1976年10月31日 - 文化祭「アカシア祭」となづける。
- 1986年3月17日 - 二校分離記念音楽会。
- 1989年7月29日 - 1棟防火シャッター工事
- 1991年7月29日 - 第一回競歩大会（42.195km）
- 1993年7月17日 - サッカー部県大会準優勝、北信越大会出場
- 1996年6月6日 - 三校清掃開始
- 2006年9月9日 - 南信地区英語弁論大会優勝
- 2011年より -女子制服改定

## 校歌
- 作詞-勝承夫　作曲-平井康三郎

## 応援歌
- 第一応援歌と第二応援歌まであり、生徒手帳にも歌詞・楽譜が記載されているが　実際に壮行会などで歌われているのは第一応援歌のみである。(平成23年度現在)

## 強歩大会
- 長峰中学校の校内マラソンは強歩大会といわれ、距離は18km、過去には42.2kmのフルマラソンが行われていた。
- 第10回記念では、女子マラソン選手小幡佳代子を招待し行われた。

## 著名な出身者
- 細田あい（陸上競技選手）

## 最寄駅
- 東日本旅客鉄道中央本線：茅野駅

## 学校周辺
- 長野県道196号神ノ原青柳停車場線
- デイリーヤマザキ
- 茅野市運動公園
- 茅野市図書館
- 長野県茅野高等学校
- 茅野市立宮川小学校
- 長峰スポーツ